# Kodály körönd metróállomás
A Kodály körönd (eredetileg Körönd) a budapesti kisföldalatti (hivatalos nevén: M1-es metróvonal) egyik állomása, a Vörösmarty utca és a Bajza utca között.

## Átszállási kapcsolatok
| Kodály körönd | 105, 210, 210B |  |

## Galéria

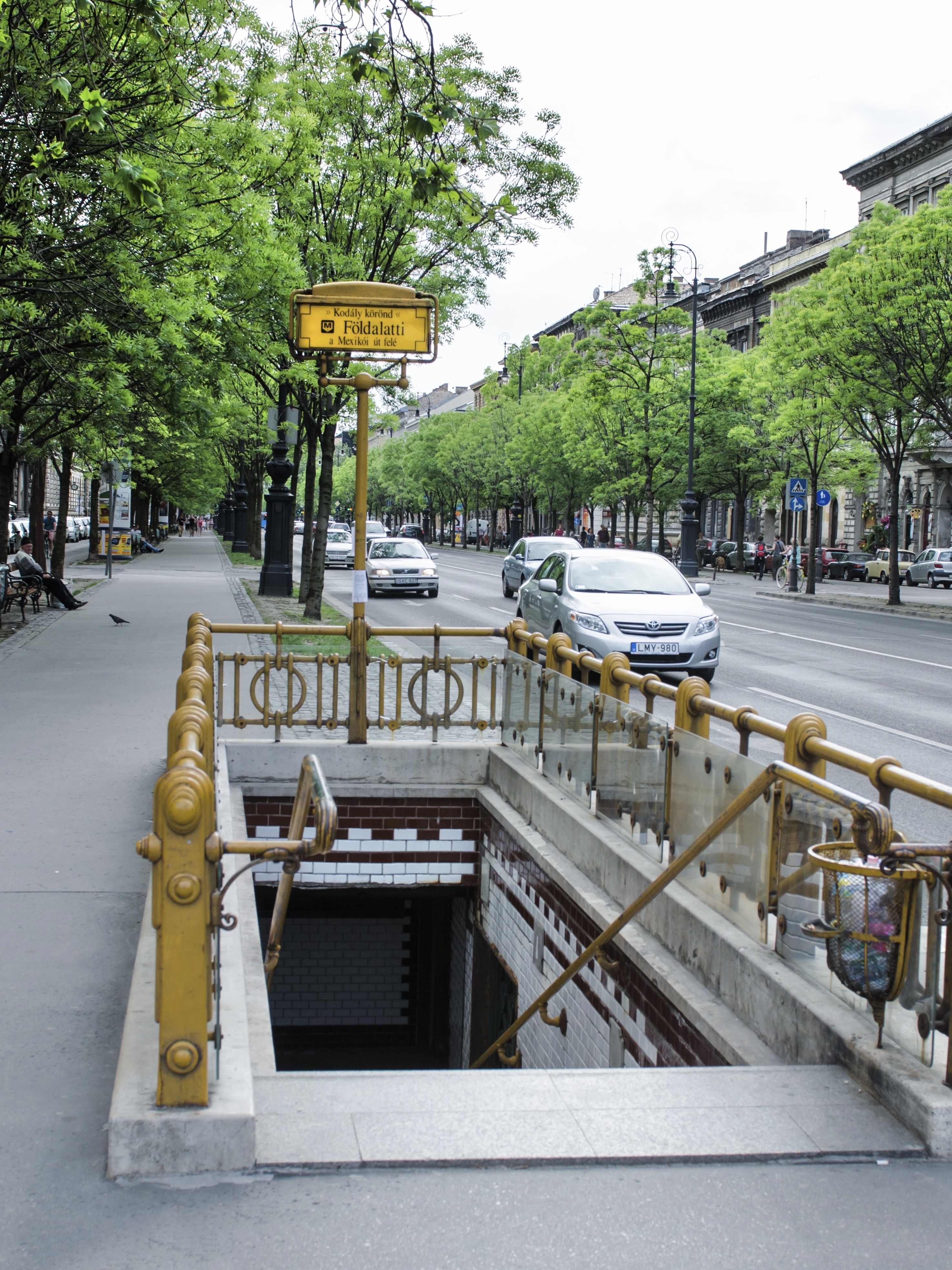
Lejáró az állomásnál
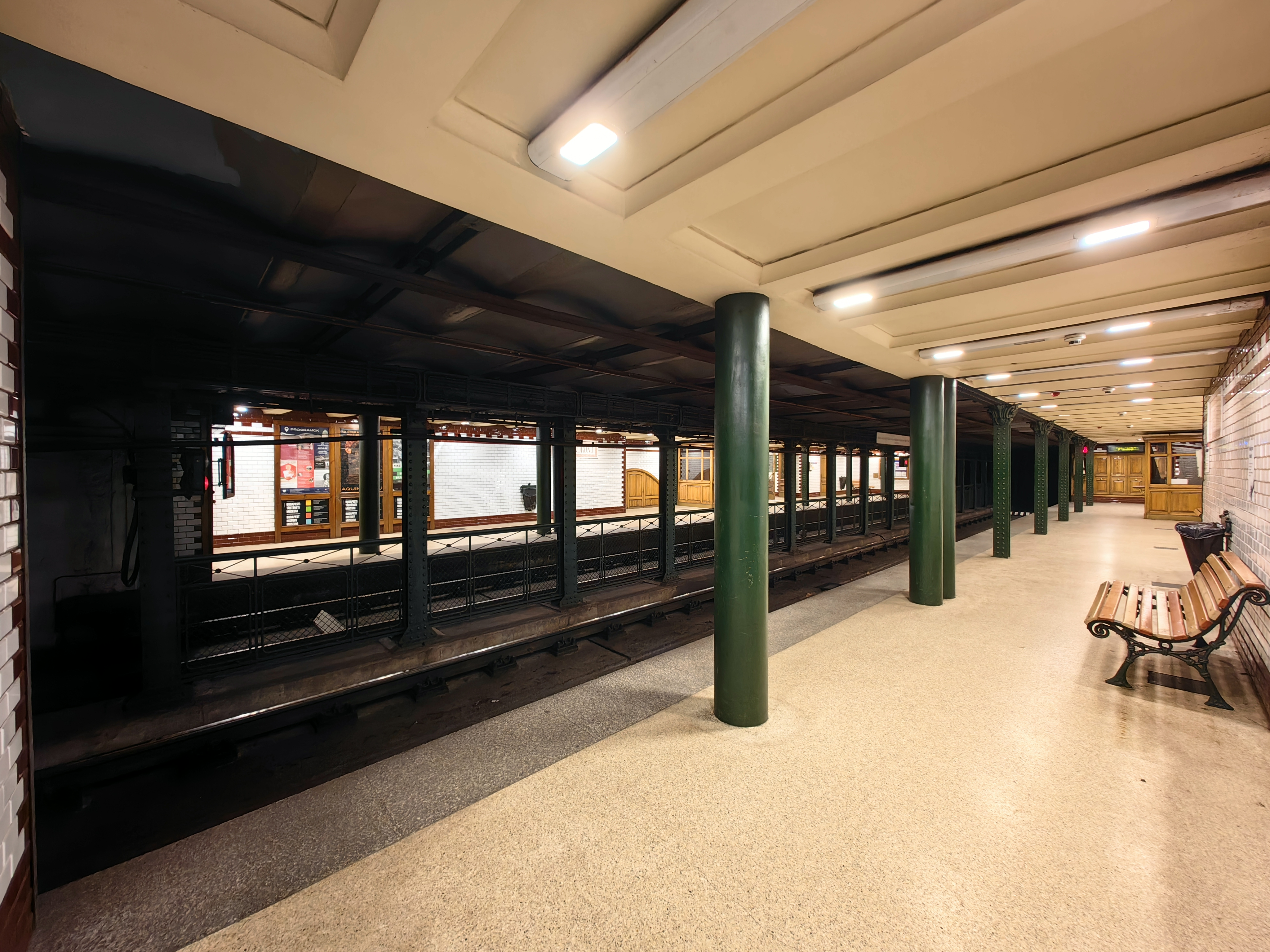
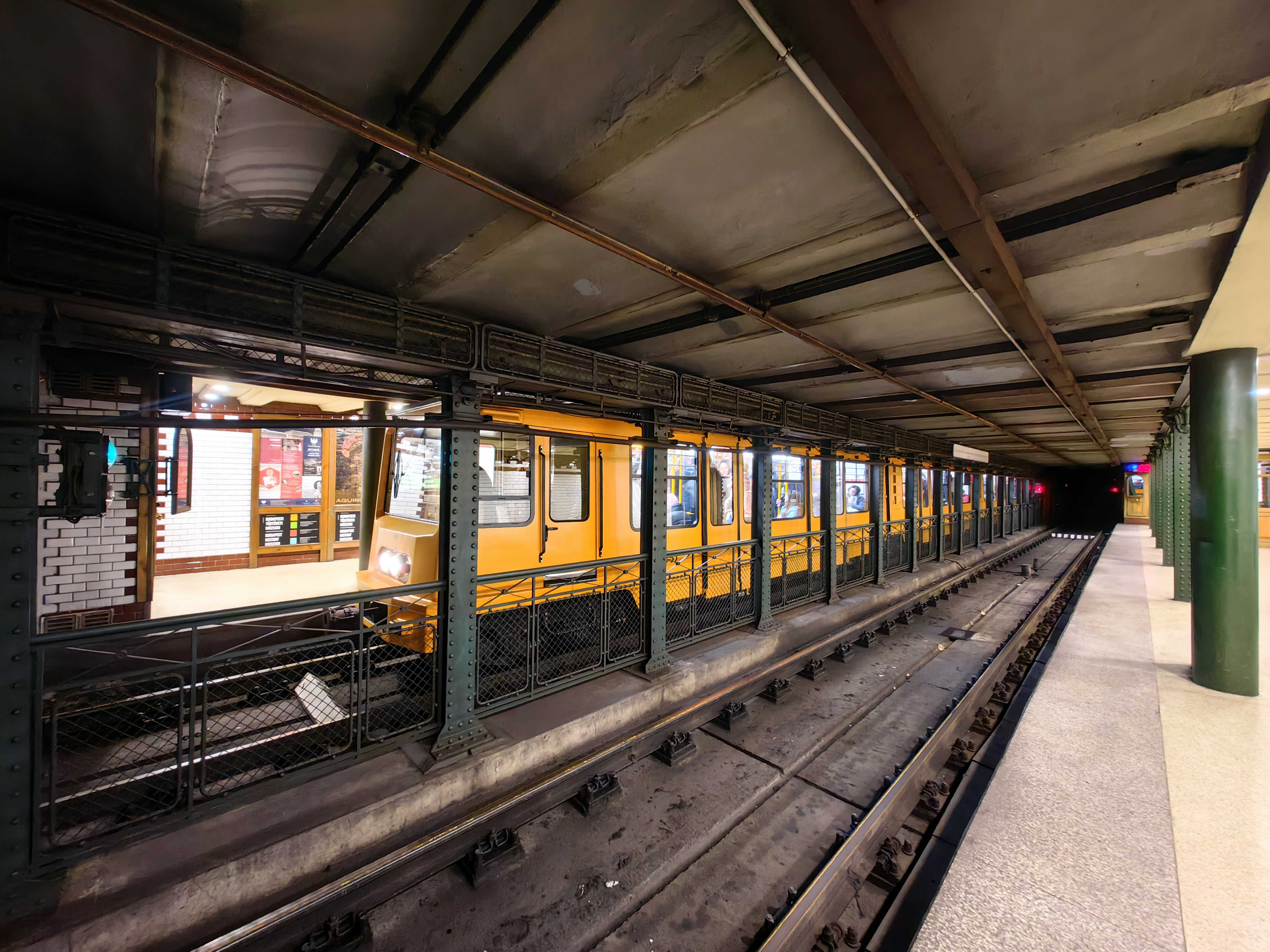